# Cycnoches barthiorum
Cycnoches barthiorum là một loài thực vật có hoa trong họ Lan. Loài này được G.F.Carr & Christenson mô tả khoa học đầu tiên năm 1999.

## Hình ảnh

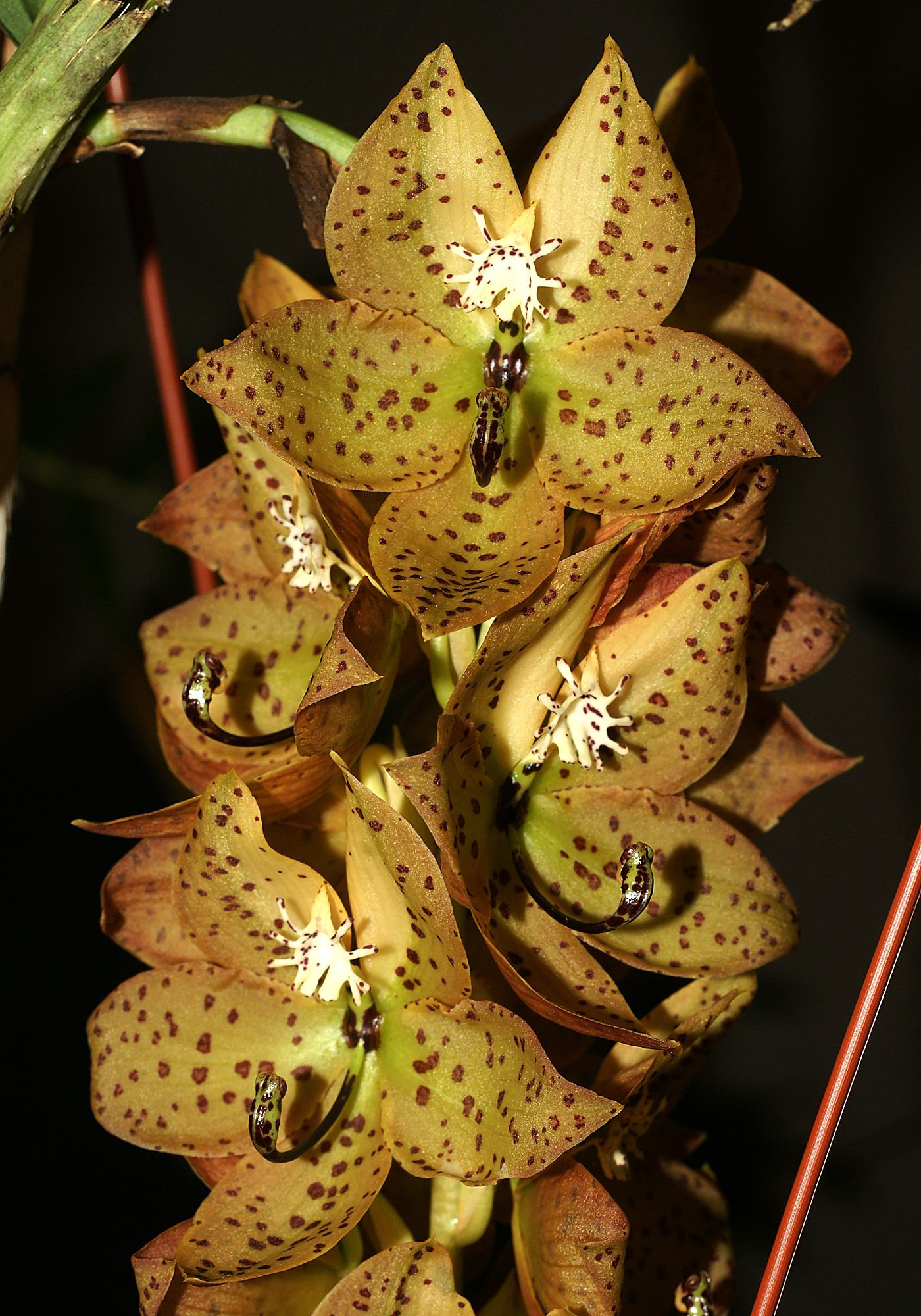